# 中臣意美麻呂
中臣 意美麻呂（なかとみ の おみまろ）は、飛鳥時代から奈良時代にかけての公卿。中臣国子の孫にあたる。名は臣万呂・臣麻呂とも書く。大錦上・中臣国足の子。氏姓は中臣朝臣のち藤原朝臣、その後中臣朝臣に復姓。官位は正四位上・中納言。

## 経歴
叔父・藤原鎌足の娘を娶って婿養子となり、鎌足の実子である藤原不比等が成人するまで藤原氏の氏上であったといわれている。
朱鳥元年（686年）大舎人の官職にあった際、大津皇子に欺かれて謀反に加担したとして捕らえられるが、罰されることなく赦される。持統天皇3年（689年）藤原不比等らと共に判事に任ぜられており（この時の冠位は務大肆）、律令の整備に従事したか。持統天皇7年（693年）直広肆に叙せられる。
文武天皇2年（698年）かつて藤原鎌足に与えた藤原朝臣姓は鎌足の子である不比等のみに継承させる旨の詔勅が発せられる。これにより意美麻呂は中臣氏の世業である祭祀を掌っているとして、藤原朝臣から中臣朝臣姓に戻される。文武天皇3年（699年）鋳銭司が初めて設置されるとその長官となる。大宝元年（701年）の大宝令の施行を通じて正五位下に叙せられると、文武朝後半において急速に昇進し、慶雲2年（705年）には従四位上・左大弁に至る。
元明朝の和銅元年（708年）には参議を経ずに、正四位下・中納言兼神祇伯に叙任され公卿に列した。和銅4年（711年）4月に正四位上に叙せられるが、同年閏6月22日に卒去。最終官位は中納言正四位上兼神祇伯。
『出雲国風土記』に猪麻呂（いのまろ）という神官の話が出てくるが、これと意美麻呂（いみまろ）と同一人物という説がある。

## 官歴
『六国史』による。
- 朱鳥元年（686年） 10月2日：見大舎人
- 時期不詳：務大肆
- 持統天皇3年（689年） 2月26日：判事
- 時期不詳：中臣朝臣から藤原朝臣に改姓?
- 持統天皇7年（693年） 6月4日：直広肆
- 時期不詳：直大肆
- 文武天皇2年（698年） 8月19日：藤原朝臣から中臣朝臣へ復姓
- 文武天皇3年（699年） 12月20日：鋳銭長官
- 時期不詳：正五位下
- 大宝2年（702年） 3月11日：正五位上
- 時期不詳：従四位上
- 慶雲2年（705年） 4月22日：左大弁
- 和銅元年（708年） 3月13日：中納言兼神祇伯。7月15日：正四位下
- 和銅4年（711年） 4月7日：正四位上

## 系譜
「中臣氏系図」（『群書類従』巻第62所収）による。
- 父：中臣国足
- 母：不詳
- 妻：藤原斗売娘 - 藤原鎌足の娘
  - 男子：中臣東人（?-?）
  - 男子：中臣安比等
- 妻：紀奈賀岐娘 - 紀大人の娘、紀麻呂の妹
  - 男子：中臣広見（?-?）
- 妻：異妹東子
  - 男子：中臣長人
  - 男子：中臣豊人
  - 男子：中臣豊足
- 妻：多治比阿岐良 - 多治比嶋の娘
  - 男子：大中臣清麻呂（702-788）
- 生母不明の子女
  - 男子：中臣泰麻呂